# Szilárd Bakay
Szilárd Bakay (n. 8 septembrie 1892, Budapesta – d. 17 martie 1947, Kiev) a fost un înalt ofițer al armatei ungare, ajuns la gradul de general-locotenent în timpul celui de-al doilea Război Mondial. S-a remarcat în calitate de comandant militar al Budapestei și figură cheia în perioada în care Miklós Horthy a încercat ieșirea Ungariei din alianța cu Germania Nazistă.
Funcții ocupate și grade militare
- Primul Război Mondial A servit ca maior
- 1919 A servit în Armata Roșie
- 1921-1922 A studiat la Academia Militară[necesită citare]
- 1933–1935 Atașat militar în Iugoslavia și Grecia[4]
- 1 august 1939–7 februarie 1942 Ofițer comandant al Brigăzii 17 Infanterie[4]
- 17 februarie–01 august 1942 Avansat la gradul de General al Diviziei 17 de Infanterie ușoară[4]
- 01 august 1942–15 mai 1943 Ofițer de rang înalt (general) – comandant al Grupului maghiar estic de ocupație (Ucraina) și din 1943 conducător al Secției 21 din Departamentul Forțelor terestre din Ministerul ungar al Apărării[4]
- 1 mai 1943–15 mai 1944 General comandant al Corpului VIII de armată[4]
- 15 mai–1 august 1944 General comandant al Corpului III de armată și în perioada 1 iulie–01 august 1944 Președinte al Curți Militare Supreme de Justiție. Tot în anul 1944 a comandat mai întâi Corpul de armată al Budapestei și ulterior Districtul Militar de Vest[4]
- 1 august–16 octombrie 1944 General comandant al Corpului I de armată[4]

În octombrie 1944 fost răpit de germani și deportat în Lagărul de Concentrare de la Mauthausen, de unde în 1945 a ajuns acasă pentru a fi pensionat de Ministerul Apărării. În 1946 a fost arestat de Armata sovietică, acuzat fiind de crime de război în Ucraina. A fost condamnat la moarte ca și criminal de război și executat prin spânzurare la Kiev pe data de 17 martie 1947.